# Сражение на Бренте
Сражение на Бренте (венг. Brenta menti csata) — первое крупное сражение в эпоху венгерского вторжения в Европу, произошедшее 24 сентября 899 года на севере Италии в неизвестном месте на берегу реки Брента. 

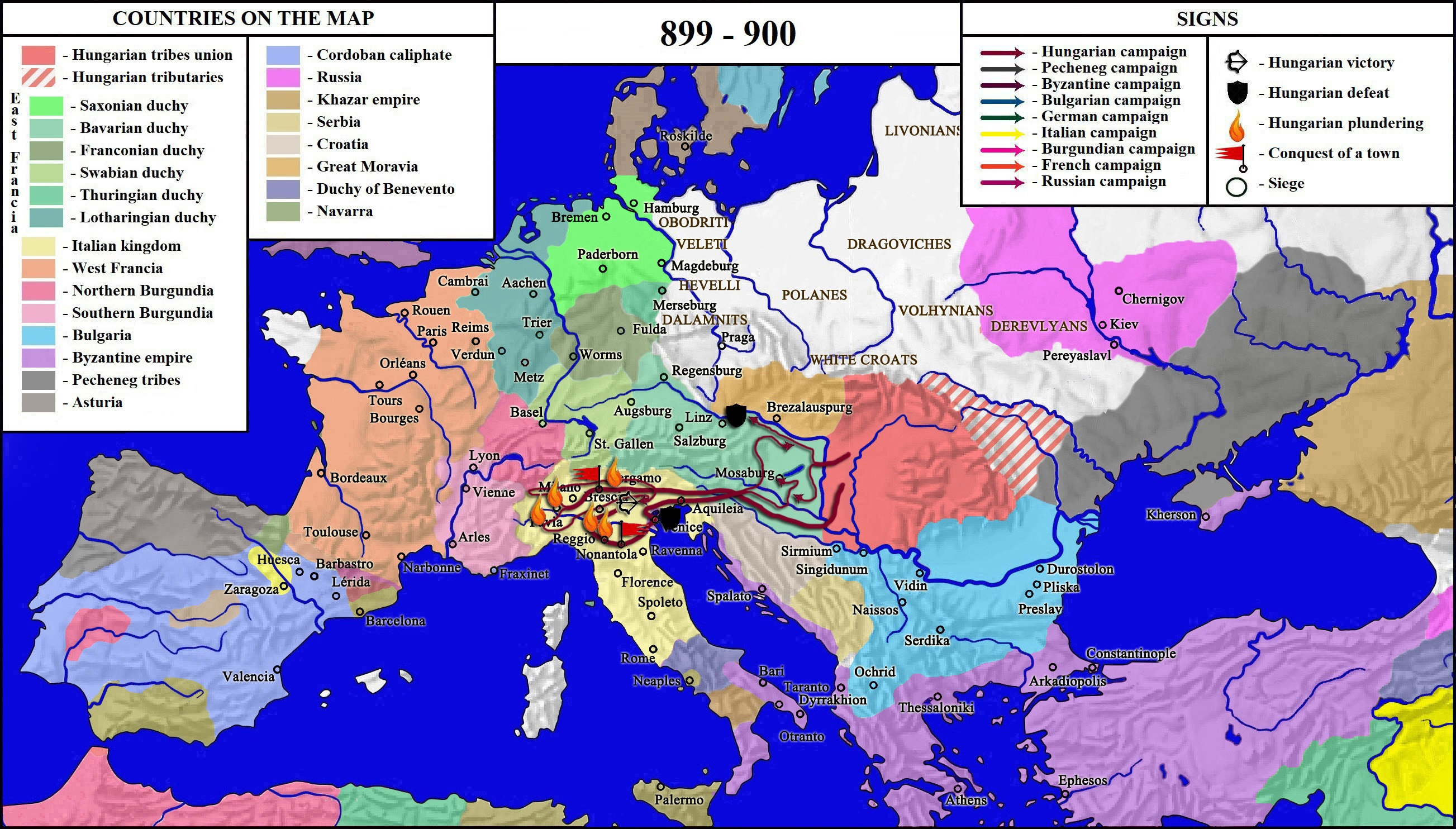
Венгерская кампания в Италии с битвой на Бренте

## Предыстория
В 895 году венгры во главе с вождём Арпадом, спасаясь от печенегов, пересекли Карпаты и вторглись на Паннонскую равнину. В это же время Арнульф, король Восточно-Франкского королевства, желая отстоять свой титул императора Каролингской империи от притязаний на него Беренгара, фриульского маркграфа и короля Италии, вступил в союз с венграми. В марте 899 года 5000 венгерских всадников отправились помогать Арнульфу и покорять Италию. В течение августа и сентября они опустошали территорию Ломбардии и стали продвигаться к Павии, столице королевства.
Тем временем Беренгар собрал 15 000 всадников, чтобы вступить в бои с разрозненным отрядами венгров. Венгерские отряды в последний момент соединились и стали отступать перед превосходящими силами противника в направлении реки Брента. 

## Ход сражения
Они переплыли Бренту, но увидели, что их противник все еще находятся близко, поэтому решили заключить сделку со своими преследователями. Венгры предлагали оставить все награбленное, если им позволят уйти, и больше не нападать на Италию. Однако Беренгар был уверен в своей победе, поэтому не принял венгерское предложение.
Беренгар не сразу атаковал венгров, и это стало причиной его поражения. Он расположился лагерем на правом берегу и окружил его повозками. Однако лагерь недостаточно охранялся.
Этим воспользовались венгры, которые 24 сентября переправились по бродам на другой берег и обрушились на итальянский лагерь с трёх сторон. Их противник был полностью застигнут врасплох. Вскоре сопротивление рухнуло, и войска Беренгара бежали вместе со своим королём. Потери итальянцев были огромными. Регино Прюмский в своей «Хронике» писал о бесчисленной массе людей, убитых стрелами.

## Результаты
С осени 899 по весну 900 года венгры грабили северную Италию. Получив известие о смерти своего союзника Арнульфа, они отступили из страны так же быстро, как и захватили ее. Перед уходом они заключили мир с Беренгаром, который дал им в обмен за мир заложников и деньги. 